# Carmen, Nuevo León
Carmen là một đô thị thuộc bang Nuevo León, México. Năm 2005, dân số của đô thị này là 6996 người.